# ارسلانوو (شهرستان بوزدیاکسکی، باشقیرستان)
ارسلانوو (انگلیسی: Arslanovo, Buzdyaksky District, Republic of Bashkortostan) یک شهرک در شهرستان بوزدیاکسکی باشقیرستان کشور روسیه است.